# Tăng cholesterol máu
Tăng cholesterol máu, còn được gọi là cholesterol trong máu cao, là sự hiện diện của nồng độ cholesterol cao trong máu. Nó là một dạng tăng lipid máu, lipid máu cao và tăng lipid máu (nồng độ lipoprotein trong máu tăng cao).
Nồng độ cholesterol non-HDL và LDL trong máu có thể là một hậu quả của chế độ ăn uống, béo phì, thừa hưởng (di truyền) bệnh (như thụ thể LDL đột biến trong tăng cholesterol máu gia đình), hoặc sự hiện diện của các bệnh khác như tiểu đường type 2 và một tuyến giáp hoạt động kém.
Cholesterol là một trong ba loại lipid chính mà tất cả các tế bào động vật sử dụng để xây dựng màng của chúng và do đó được sản xuất bởi tất cả các tế bào động vật. Tế bào thực vật không sản xuất cholesterol. Nó cũng là tiền chất của hormone steroid và axit mật. Vì cholesterol không hòa tan trong nước, nó được vận chuyển trong huyết tương trong các hạt protein (lipoprotein). Lipoprotein được phân loại theo mật độ: lipoprotein mật độ rất thấp (VLDL), lipoprotein mật độ trung gian (IDL), lipoprotein mật độ thấp (LDL) và lipoprotein mật độ cao (HDL). Tất cả các lipoprotein đều mang cholesterol, nhưng nồng độ lipoprotein tăng cao ngoài HDL (gọi là cholesterol không HDL), đặc biệt là LDL-cholesterol, có liên quan đến tăng nguy cơ xơ vữa động mạch và bệnh tim mạch vành. Ngược lại, mức cholesterol HDL cao hơn là bảo vệ.
Tránh chất béo chuyển hóa và thay thế chất béo bão hòa trong chế độ ăn của người lớn bằng chất béo không bão hòa đa là những biện pháp ăn kiêng được khuyến nghị để giảm tổng lượng cholesterol trong máu và LDL ở người lớn. Ở những người có cholesterol rất cao (ví dụ, tăng cholesterol máu gia đình), chế độ ăn thường không đủ để đạt được mức giảm LDL mong muốn, và thường phải dùng thuốc hạ lipid máu. Nếu cần thiết, các phương pháp điều trị khác như apheresis LDL hoặc thậm chí phẫu thuật (đối với các loại phụ đặc biệt nghiêm trọng của tăng cholesterol máu gia đình) được thực hiện. Khoảng 34 triệu người trưởng thành ở Hoa Kỳ bị cholesterol trong máu cao.